# An der Gassen (Adelsgeschlecht)

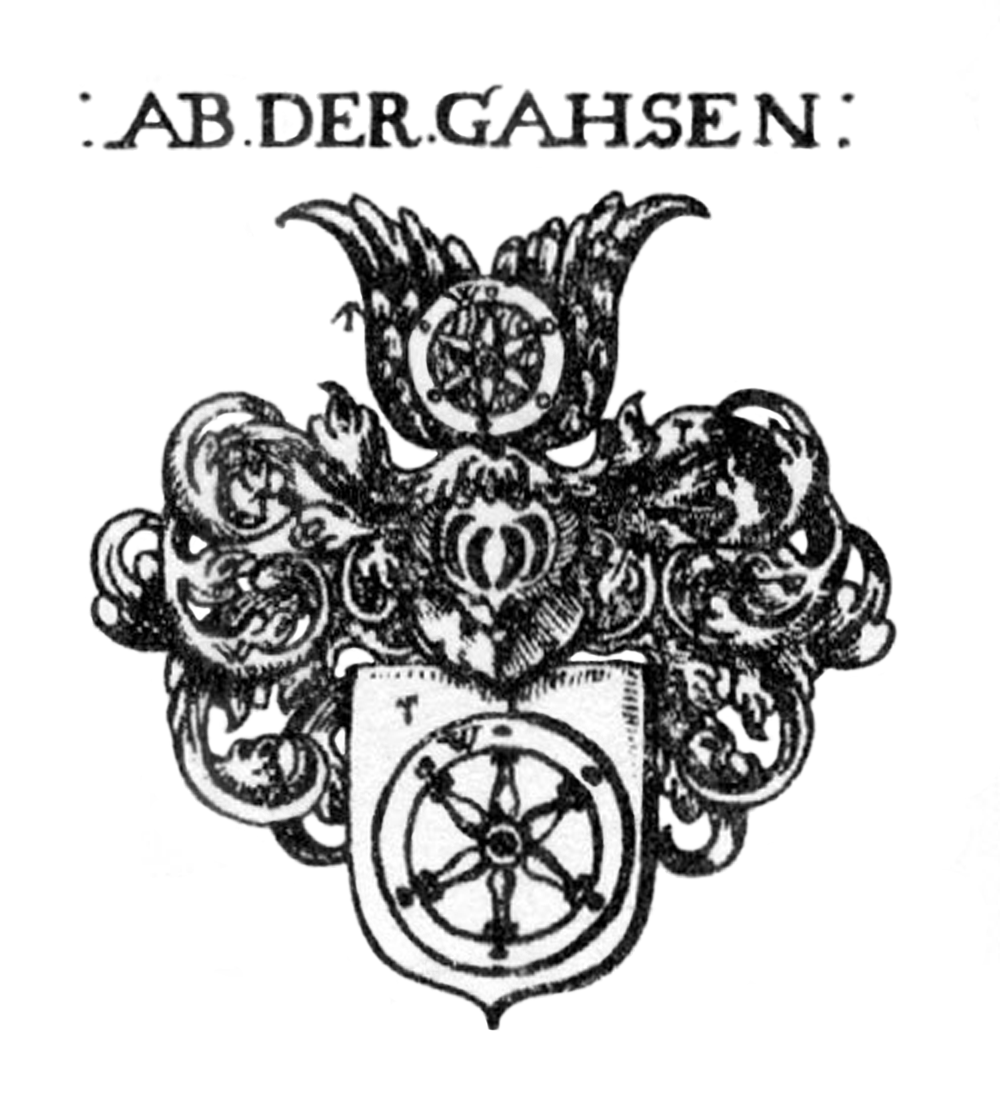
Wappen An der Gassen. In: Siebmacher, Johann: Das Erneuerte und vermehrte Teutsche Wappenbuch […]. Nürnberg: Fürst, 1656, Tfl. 103

Die Herren an der Gassen von Tirol waren Ministerialen der Grafen von Tirol und verfügten mit ihrem Wohnturm in Tirol – nahe dem herrschaftlichen Stammsitz Schloss Tirol – über ihren Wohnsitz und späteren Ansitz.
Sie wurden in lateinischer Sprache Domini de Platea und de Vico Ville Tirol genannt.

## Genealogie

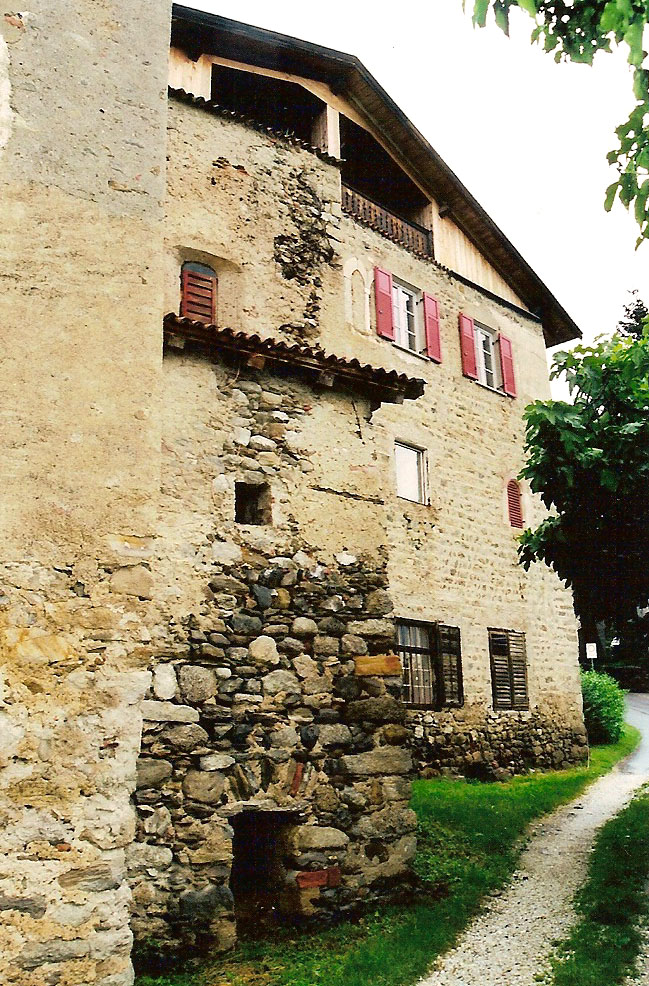
Turm in Tirol, 1335 Landesfürstliches Lehen an die Herren an der Gassen. Sichtbar ist noch der Eckverband des Turmstumpfs im östlichen Trakt des heutigen Pfarrhofs.

Laut einschlägiger Überlieferung stammen die Herren an der Gassen von Tirol von den Herren von Auer ab. Diese hatten ihren Stammsitz in Schloss Auer in Tirol:
"[…] Schloss Aur liegt am Ende von Dorf Tirol. Die "An der Gassen zu Tirol" haben mit den v. Aur gleiches Wappen u. Stamm. Die Aur sind 1482 erloschen, die An der Gassen haben sich auch manchmal bloß "von Tirol" geschrieben". Die Auer hatten ihre Grabkapelle in der Kirche St. Peter ob Gratsch, die sie durch Wandmalereien ausstatten ließen. Ihr weißer Marmorsarkopharg mit der Inschrift "Sepulchrum D. D. Nobb. de Aur" ist erhalten.
Ungeklärt ist, ob die These Franz Adam von Brandis und des Genealogen Mayrhofen haltbar ist, nämlich, dass es verwandtschaftliche Beziehungen der Familien an der Gassen zu den Familien an der Platten und zu den Metzner von Runkelstein gab. Die an der Platten von Algund erscheinen demnach erstmals 1178 in den Quellen und wurden auch als ob der Platten bzw. an der Platen bezeichnet. Als Anhaltspunkte hierfür könnten, neben der Namensähnlichkeit (de la Platea [lat.] = an der Gassen) – deren unterschiedliche Lesarten durch Übersetzungsfehler späterer Zeit zustande gekommen sein könnte – die Übereinstimmung der beiden Wappen gelten. Die An der Platten waren Cousins der Herren von Kronmetz (Mezzocorona) und somit Stammväter der Metzner von Runkelstein. Ein besonders schönes Exemplar eines Metzner von Runkelstein-Wappens, in dem die Radwappen der An der Gassen und An der Platten aufgegangen sind, befindet sich bei den Renaissancefresken des Bozner Schloss Maretsch.

## Onomastik
Der Name An der Gassen entstand durch Namensannahme einer Person bzw. Familie nach einem Gut an der Gasse (Gassgut). Er lässt sich – in verschiedenen Schreibweisen – in mittelalterlichen Urkunden ganz Südtirols finden, z.Bsp. als Andergaz, von der Gassen, ab der Gahsen, Andergasse. Toldo an der Gasse etwa wird in einer Bozner Urkunde des Jahres 1343 erwähnt, aber auch in Schenna in Verdins, im Unterland, im Überetsch und im Eisacktal lassen sich Einträge finden.

## Familie
Die historisch bedeutsamsten Namensträger waren in Tirol ansässig. Ein nördlich der Kirche gelegene Dorfteil wird nach wie vor Gassen genannt, das Gassgut ist aber aufgrund von Neubauten nicht mehr vorhanden. Der ursprüngliche Tiroler Hof an der Gassen wurde bereits Ende des 14. Jahrhunderts im Erbschaftsweg in mehrere Höfe aufgeteilt.
Der wichtigste Vertreter dieser Familie war Matthäus an der Gassen, Fürstbischof von Brixen (1335–1363). Weitere Familienmitglieder waren:
Cuenrsmann [Cuentsmann, Cuentzmann] weylend Hainrichen Sohn ab der Gassen 1335.
Jäckhlin des Hermansen Sohn ab der Gassen von Tramin 1353.
Jorl und Jäckl ab der Gassen sein zu Meran bei dem Landtag gewesen 1361.
Peter von der Gassen 1394.
Stephan von der Gassen 1394.
In Monasterio Regularis ordinis Sti. Augustini Tridenti wird dieses Epitaph gelesen als "Anno Domini 1373 Mensis May obiit Domina Vrsula Vxor Domini Christi de La Plata"
- Laut dieser Quelle nahm Jakob an der Gassen von Tramin, des Bischofs Bruder, 1361 am ersten Tiroler Landtag zu Meran teil.[26] Es nahm später kein Familienmitglied mehr an einem Tiroler Landtag teil.
- Ob der Wappengrabstein An der Gassen aus der Traminer Pfarrkirche dieser des Jakob an der Gassen von Tramin, oder eines Mitgliedes seiner Familie ist, kann bei der derzeitigen Quellenlage nicht geklärt werden. (Vgl. Bilddatei)
- Ein weiterer, vielleicht für das Fortbestehen der Familie sehr wichtiger Aspekt der Burglechner’schen Aufzeichnungen ist, dass ein Peter an der Gassen 1394 erwähnt wird. Sollte es sich dabei um denselben Petrus [Peter] an der Gassen handeln, der 1419 in einer Urkunde des Kalterer Pfarrarchivs in Oberplanitzing auftauchte[27], wäre dies ein Beleg für eine verwandtschaftliche Beziehung der Tiroler Bischofsfamilie zu der in Kaltern erstmals in einer Urkunde erwähnten Andergassen-Familie.

## Wappen

Wappengrabstein einer Frau oder eines Herren an der Gassen. 1. Hälfte 14. Jhdt., urspr. in der Pfarrkirche Tramin, heute im Tiroler Landesmuseum Ferdinandeum, Inv. Nr. P 544

Die Herren an der Gassen von Tirol führten folgendes Wappen: geteilter Schild oben rot, unten schwarz – darauf ein silbernes Speichenrad (acht Speichen), Helm: silbern, Helmdecke: innen silbern, außen rot, Helmzier: flaches Federgesteck, in den Farben und Zeichnung (Rad) gleich dem Wappenschild.
Vor der Verwendung des eigenen Familienwappens siegelten sie mit dem von Auer-Siegel und verwendeten auch deren Wappen (aufsteigende Zinnen in Silber auf rotem Schild). Deshalb ist dieses Wappen nicht nur in Verbindung mit den Herren von Auer, sondern auch mit den Herren an der Gassen zu finden.

## Bewertung
Nach dem Tod des Fürstbischofs und der Übergabe Tirols an die Habsburger im Jahr 1363 erscheint für lange Zeit kein Mitglied der Familie mehr in nennenswerter Art und Weise in den Urkunden.
Dies mag ungewöhnlich erscheinen, kann aber – auf Basis von Quellen – als politische Konsequenz der ausbalancierten, und damals sicherlich streitbaren Rolle des Bischofs im Konflikt um die Gefürsteten Grafschaft Tyrol gelten. Sie hat umso mehr Gültigkeit, als Matthäus, zeitlebens, auf Seite der – aus heutiger Sicht – emanzipierten Margarete von Tirol stand, und ihr in politisch hochbrisanter Zeit, den Rücken stärkte, sogar bei vatikanischer Exkommunikation des fürstlichen Paares und päpstlichem Interdikt gegen Tirol.
Margarete wurde mit dem Begriff "Maultasch" diffamiert, der als Hinweis auf ihre fürstliche Vulva betrachtet werden kann. Aufgrund der Notwendigkeit der Zeugung männlicher Nachkommen zur Machterhaltung einer Dynastie, war der monarchische Geschlechtsakt politisch höchst aufgeladen, und die Vulva – neben dem Phallus – das natürliche Instrument hierfür. Die abschätzige Wertung Margarete von Tirols, dürfte durch die – für die damalige Zeit – außergewöhnliche, weibliche Selbstbestimmtheit bedingt sein, mit der Margarete von Tirol ihre Liebe und Sexualität lebte. Ihr Engagement ist demnach entgegen der Diffamierung als fürstliches Bemühen um die Sicherung Tirols zu bewerten, was ihr freilich misslang.
Fürstbischof Matthäus hingegen wurde vom Heiligen Stuhl sehr geschätzt, dies legt insbesondere die ihm verliehene Kardinalswürde nahe, die er nicht annahm.
Die Diffamierungs-These scheint in der Betrachtung österreichischer Wissenschaftsgeschichte Bestätigung zu finden, da die Geschichtswissenschaft selbst, in der Folge – bewusst oder unbewusst – des Bischofs Zunamen löschte. Unter Zuhilfenahme des Vornamens seines Bruders Chuntzmann wurde aus Matthäus an der Gassen Matthäus Konzmann. Somit wurde die wahre Identität des Bischofs über Jahrhunderte hinweg aus der kollektiven Erinnerungskultur Tirols gelöscht. Erst das ausgehende 19. Jahrhundert brachte – vermutlich unter dem Einfluss des Historismus und der anfänglichen Demokratisierung der Gesellschaft – ein Klima mit sich, in dem verstärkt Tiroler Geschichtsbewusstsein entstand, so dass im Zeitraum bis zum Untergang der k.u.k. Doppelmonarchie landesgeschichtliche Quellen intensiv erforscht wurden.
Diese These könnte – neben der Überlieferung eines Aussterbens der an der Gassen von Tirol – als alternatives Erklärungsmodell hierfür gelten, warum die Familie fortan adelsrechtlich als "erloschenes Geschlecht" galt, und keine Rolle mehr im politischen und gesellschaftlichen Leben Tirols spielen konnte. Dies wird insbesondere in der Quellen-Lücke erkenntlich, die nach dem Tod des Fürstbischofs und der Übergabe Tirols an Österreich zu finden ist.
Die Prager Wappenverleihung des 16. Jahrhunderts an die Kalterer Andergassen durch Maximilian II., ohne Bezugnahme auf das alte adelige Wappen, und die Zusammenschreibung des Namens in den römisch-kath. Pfarrmatrikeln, sind weitere Belege dieser These, hierbei in Form transgenerationaler Reaktion auf den ursprünglich Tirolischen Konflikt um Margarete von Tirol und Matthäus an der Gassen.